# Sparrmannia flavofasciata
Sparrmannia flavofasciata är en skalbaggsart som beskrevs av Hermann Burmeister 1855. Sparrmannia flavofasciata ingår i släktet Sparrmannia och familjen Melolonthidae. Inga underarter finns listade i Catalogue of Life.